# 池林村
池林村（いけばやしむら）は、愛知県東春日井郡にかつてあった村である。
現在の小牧市の一部（池之内・林・林中など）に該当する。
村名は、前身の村の名から一文字ずつとった、合成地名である。

## 歴史
- 1889年（明治22年）10月1日 - 池之内村と林村が合併し、池林村が発足。
- 1906年（明治39年）7月16日 - 大草村、大野村、陶村と合併し篠岡村発足。同日池林村は廃止。